# Ogrezea
Ogrezea – wieś w Rumunii, w okręgu Ardżesz, w gminie Stâlpeni. W 2011 roku liczyła 419 mieszkańców.